# Diraspapigiatura

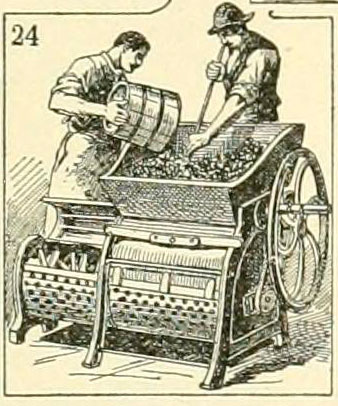
Diraspapigiatrice manuale

Diraspapigiatura è un termine specifico dell'enologia. Esso è composto da due parole: "diraspatura", ovvero la separazione degli acini d'uva dal raspo, e "pigiatura", e cioè lo schiacciamento iniziale degli acini per ottenerne il succo (mosto), che esce dalle bucce che si lacerano. La "diraspapigiatura" è quindi il processo durante il quale gli acini vengono pigiati per estrarne mosto ed anche separati dal raspo e dalle vinacce., costituite da bucce e vinaccioli. Le due operazioni possono essere anche essere effettuate in tempi diversi nel corso del processo di vinificazione, in genere prima diraspando gli acini e poi piginandoli.

## Attrezzature
Le attrezzature utilizzate prendono il nome di pigia-diraspatrici o di diraspa-pigiatrici a seconda di quale delle due operazioni effettuano per prima.

## Utilizzazione
Il procedimento di diraspapigiatura, se seguito da sgrondatura, si utilizza per la vinificazione in bianco poiché impedisce al liquido di rimanere in un contatto prolungato con le vinacce, evitando così il passaggio nel mosto di sostanze coloranti e fermentazioni indesiderate. La vinificazione in rosso, a differenza del bianco, si ottiene pigiando le uve (diraspate totalmente o, in qualche caso, parzialmente) per poi inviare il mosto direttamente in vasca, lasciando semi e bucce a contatto con il succo e dando inizio al processo di macerazione.